# 劉之琦
劉之琦（？—？），直隸廣平府邯鄲縣人，清朝政治人物、進士出身。

## 生平
順治三年，登進士，授太平府推官。